# Debenham Glacier
Debenham Glacier är en glaciär i Antarktis. Den ligger i Östantarktis. Nya Zeeland gör anspråk på området. Debenham Glacier ligger 426 meter över havet.
Terrängen runt Debenham Glacier är huvudsakligen kuperad, men åt nordost är den platt. Trakten är obefolkad. Det finns inga samhällen i närheten. 